# Моровале
Моровале (итал. Morrovalle) насеље је у Италији у округу Мачерата, региону Марке.
Према процени из 2011. у насељу је живело 1821 становника. Насеље се налази на надморској висини од 227 м.

## Становништво
| 1931. | 1936. | 1951. | 1961. | 1971. | 1981. | 1991. | 2001. | 2011.  |
| ----- | ----- | ----- | ----- | ----- | ----- | ----- | ----- | ------ |
| 6.433 | 6.553 | 6.679 | 6.321 | 6.390 | 7.509 | 8.477 | 9.226 | 10.287 |